# Cieszanów
Cieszanów è un comune urbano-rurale polacco del distretto di Lubaczów, nel voivodato della Precarpazia.
Ricopre una superficie di 219,35 km² e nel 2004 contava 7 260 abitanti.